# Demonax kanoi
Demonax kanoi är en skalbaggsart som först beskrevs av Hayashi 1963.  Demonax kanoi ingår i släktet Demonax och familjen långhorningar.
Artens utbredningsområde är Taiwan. Inga underarter finns listade i Catalogue of Life.